# Швачко Антон Олексійович
Антон Олексійович Швачко (нар. 11 грудня 1992, Суми, Україна) — український ІТ-менеджер, голова обласного секретаріату партії Слуга народу в Сумській області, народний депутат України

## Біографія
Народився 1992 року в Сумах. Після закінчення загальноосвітньої школи I—III ступенів навчався у Сумському аграрному університеті на факультеті харчових технологій (бакалавр). 2017 року отримав диплом магістра за спеціальністю «Інженер-технолог ресторанного бізнесу» на факультеті економіки і менеджменту того ж ЗВО.

## Політика
На момент подачі документів як кандидат до ЦВК у липні 2019 року був безпартійним і безробітним, жив у Сумах. Влітку 2019 він брав участь у навчаннях народних депутатів в Трускавці.
Кандидат у народні депутати від партії «Слуга народу» на парламентських виборах 21 липня 2019 року. У списку займав № 139 а було обрано депутатами 129 кандидатів.
На засіданні ЦВК 23 липня 2021 року Швачка визнали обраним депутатом ВРУ IX скл. Швачко став депутатом після того, як 16 липня Дениса Монастирського було призначено міністром МВС, що був народним депутатом від «Слуги народу». 7 вересня 2021 року Швачко склав присягу народного депутата.
Член Комітету Верховної Ради з питань свободи слова.
22 Липня 2025 року проголосував за проєкт закону 12414, що обмежує Національне антикорупційне бюро України та Спеціалізовану антикорупційну прокуратуру. Закон викликав хвилю антикорупційних протестів.

## Статки
Згідно з декларацією за 2018 рік, єдиним джерелом доходу Швачка були 48 тис. грн за відчуження рухомого майна. Також він вказав, що володів готівкою на суму 2,5 млн грн, $27 тис., 15 тис. євро і 2,8 млн грн на банківських рахунках. Також у 2018 році він придбав квартиру в Сумах вартістю 93 тис. грн (85,2 м2).